# Sam Allardyce
Samuel "Sam" Allardyce (/ˈælərdaɪs/) (sinh ngày 19 tháng 10 năm 1954), được biết đến với biệt danh "Big Sam", là một cựu cầu thủ chuyên nghiệp và huấn luyện viên bóng đá người Anh. Ông từng là huấn luyện viên trưởng đội tuyển Anh trong 67 ngày vào năm 2016. Sau đó, ông có thời gian ngắn làm huấn luyện viên tại Everton từ năm 2017 đến năm 2018 và West Bromwich Albion từ năm 2020 đến năm 2021, trước khi dẫn dắt Leeds United vào tháng 5 năm 2023.
Allardyce đã có tổng cộng 578 lần ra sân trong 21 năm sự nghiệp, chủ yếu tại giải bóng đá quốc gia Anh cũng như một khoảng thời gian ngắn tại Giải bóng đá Bắc Mỹ và Giải bóng đá vô địch Scotland. Là một trung vệ mạnh mẽ, ông sở hữu những kĩ năng chơi đầu và phán đoán bóng tốt. Ông được Bolton Wanderers ký hợp đồng từ Dudley Town năm 1969 và trải qua chín năm ở Bolton, giúp đội bóng đoạt danh hiệu giải hạng hai trong mùa 1977-78. Trong thập niên 1980 ông trải qua thời gian làm cầu thủ đá thuê cho Sunderland, Millwall, Tampa Bay Rowdies, Coventry City, Huddersfield Town, Bolton Wanderers (đầu quân lần thứ hai), Preston North End và West Bromwich Albion (đồng thời làm trợ lý huấn luyện viên). Trong thời gian này ông còn giúp Preston thăng hạng lên giải hạng bốn trong mùa 1986-87.
Allardyce đã bị chỉ trích vì những cáo buộc hối lộ và hai lần là đối tượng của các cuộc điều tra bí mật. Tháng 9 năm 2006, ông và con trai Craig bị dính líu vào một tài liệu của chương trình Panorama thuộc BBC với những vụ hối lộ nhưng cả hai đều lên tiếng phủ nhận. Tháng 9 năm 2016, những phóng viên bí mật của Daily Telegraph đóng giả doanh nhân đã ghi âm lại sự thương lượng của ông để giúp họ lách luật quyền sở hữu bên thứ ba của FA và đồng ý một bản hợp đồng tạm thời lên tới 400,000 £. Ngay sau cuộc điều tra của Daily Telegraph, Allardyce đã từ chức huấn luyện viên trưởng theo một thỏa thuận chung với Liên đoàn bóng đá Anh vào ngày 27 tháng 9.

## Đầu đời
Samuel Allardyce sinh vào tháng 10 năm 1954 trong một ngôi nhà hội đồng tại Old Park Farm Estate, Dudley, là con trai của Robert Allardyce (1916–1989) và Mary Agnes Allardyce (1918–1991). Cha ông là một sĩ quan cảnh sát. Cả cha mẹ ông đều có gốc từ Scotland với cha từ Naim và mẹ từ Dumfries. Ông có một người chị là Mary sinh ra ở Scotland vào năm 1939 và một người anh trai là Robert junior sinh năm 1951. Allardyce được học tại Trường tiểu học Sycamore Green và sau đó là Trường Mons Hill, nhưng đã không thành phố trong kì thi Eleven plus. Sau này ông phát hiện ra mình bị mắc chứng khó đọc. Khi còn nhỏ ông ủng hộ Wolverhampton Wanderers và mơ rằng một ngày ông sẽ chơi và huấn luyện đội bóng.

## Sự nghiệp câu lạc bộ

### Bolton Wanderers
Allardyce đã dành tuổi trẻ để chơi cho đội bóng bán chuyên Dudley Town, có trận ra mắt tuổi 14 và anh nhanh chóng học được cách chơi vị trí trung vệ tại trường trung học thể chất West Midlands (Regional) League. Anh được huấn luyện với các câu lạc bộ Football League địa phương là West Bromwich Albion và Wolverhampton Wanderers, và đã chơi thử không thành công với Aston Villa. Anh được Bolton Wanderers phát hiện ngay trước rời trường tuổi 15 và ký hợp đồng học việc với câu lạc bộ. Để bổ sung vào thu nhập trước khi chính thức bắt đầu sự nghiệp học việc, anh đã làm việc trong một nhà máy sản xuất máy hát. Lứa U18 của Bolton rất thành công khi giành cúp Lancashire Youth và tiến tới các trận tứ kết của FA Youth Cup, và Allardyce nhanh chóng vượt qua đội B để vào đội A. Anh ký hợp đồng chuyên nghiệp đầu tiên vào sinh nhật thứ 17, nhận được phí hợp đồng 125£ và được trả 14£ một tuần.
Huấn luyện viên Jimmy Armfield trao cho Allardyce trận ra mắt cho "Trotters" vào ngày 6 tháng 3 năm 1973, trong trận thua 2-1 tại Cúp liên đoàn trước Millwall tại Burnden Park. Anh có trận ra mắt giải hạng hai mười một ngày sau trong trận thua 2-1 trước Notts County. Tuy nhiên anh đã thất bại trong việc cạnh tranh một suất đá trong đội hình chính dưới thời Armfield, và chỉ bắt đầu chơi nhiều hơn dưới Triều đại huấn luyện viên mới Ian Greaves, người cho anh đá mười trận cuối mùa 1974–75 sau khi bán Don McAllister cho Tottenham Hotspur. Anh đã gây ấn tượng trong khoảng thời gian ngắn này và đoạt giải Cầu thủ xuất sắc nhất mùa của câu lạc bộ.

### Sunderland và Millwall
Allardyce được huấn luyện viên của Norwich City là John Bond đề nghị một bản hợp đồng, nhưng Colin Addison tại Derby County đã đưa ra một lời đề nghị hấp dẫn hơn và anh cân nhắc đồng ý một bản hợp đồng ba năm với Derby. Tuy nhiên trước khi đặt bút ký hợp đồng anh lại nhận được một lời đề nghị muộn từ Ken Knighton để chơi cho Sunderland theo bản hợp đồng 300£ một tuần với mức phí 20,000£ - gấp bốn lần so với mức lương của anh tại Bolton. Sau đó Knighton chọn anh làm đội trưởng đội bóng. Tuy nhiên Allardyce sớm trở nên mệt mỏi bởi chuyến đi đường dài từ Sunderland đến nhà anh ở Bolton, và đã đưa ra đề nghị chuyển nhượng khi chủ tịch Tom Cowie từ chối giúp hỗ trợ tài chính để mua nhà ở Sunderland. Cowie sa thải Knighton vào cuối mùa 1980-81 và để trợ lý huấn luyện viên Mick Docherty tiếp quản băng ghế chỉ đạo để đưa đội bóng thoát khỏi khu vực xuống hạng của giải Hạng nhất. Huấn luyện viên mới Alan Durban đã loại Allardyce khỏi đội hình xuất phát, và việc anh rời khỏi Roker Park là không thể tránh khỏi.

### Sự nghiệp sau đó
Sau khi trở về Anh từ Tampa Bay Rowdies, anh gia nhập Coventry City tại giải Hạng nhất của Bobby Gould với một bản hợp đồng một năm với mức lương 300£ một tuần. Anh được chọn làm đội trưởng, và mặc dù Coventry khởi đầu tốt vào nửa đầu mùa 1983–84 nhưng họ vẫn chơi tệ trong giai đoạn hai của mùa và chỉ kết thúc với vị trí hơn hai điểm so với nhóm xuống hạng sau khi đánh bại Norwich City vào ngày hạ màn của mùa giải. Gould từng hứa với Allardyce một bản hợp đồng hai năm mới, nhưng sau kết thúc mùa giải nghèo nàn ông lại quyết định giải phóng anh.
Allardyce được đề nghị một cơ hội gia nhập Tranmere Rovers, nhưng thay vào đó anh lại gia nhập Preston North End sau khi bị huấn luyện viên trưởng đội bóng này là John McGrath thuyết phục, người hứa sẽ làm Allardyce trở thành trụ cột của đội bóng. Preston giành quyền thăng hạng khỏi giải Hạng bốn với vị trí thứ hai trong mùa 1986–87 (Allardyce cũng có tên trong đội hình PFA tiêu biểu của năm) và củng cố suất chơi tại giải Hạng ba với kết thúc ở vị trí thứ 16 trong mùa 1987–88. Đến lúc này Allardyce bắt đầu cân nhắc quyết định giã từ sự nghiệp chơi bóng, anh thử việc ở vị trí huấn luyện tại York City và Notts County, đồng thời có một buổi phỏng vấn không thành công với Doncaster Rovers.

## Phong cách chơi bóng
Các cổ động viên của Bolton đặt biệt danh cho anh là "Siêu Người máy Sam" (Super Sam Bionic Man) bởi những pha tắc bóng cứng rắn và cách anh nhanh chóng đứng dậy sau những pha va chạm mạnh trong khi cầu thủ đối phương vẫn đang nằm trên đất. Cựu huấn luyện viên Dave Bassett, một người bạn của Sam, từng một lần hài hước nhận xét rằng "Anh ấy là những gì mà tôi gọi là hậu vệ chơi bóng... Nếu anh đang không chơi với trái bóng nghĩa là anh ta đang chơi với những trái bóng của bạn." Anh không thoải mái trong việc cầm bóng và chơi bóng đơn giản với người đồng đội gần nhất của mình, trong khi các đồng đội không sẵn sàng chuyền bóng cho anh. Tuy nhiên anh có những nhận thức và kĩ năng chơi đầu tốt, đồng thời phán đoán của anh cũng bù đắp cho sự thiếu tốc độ.

## Sự nghiệp huấn luyện

### Khởi nghiệp
Allardyce được thuê làm cầu thủ kiêm huấn luyện viên bởi Brian Talbot tại West Bromwich Albion vào tháng 2 năm 1989. Ông dành phần lớn quãng nghỉ trong mùa 1988–89 tại The Hawthorns để huấn luyện và chơi cho đội dự bị, trước khi được thăng chức làm huấn luyện viên đội một, bởi cựu huấn luyện viên đội một là Stuart Pearson bị giáng chức làm huấn luyện viên đội dự bị. Allardyce và Talbot đều bị sa thải vào tháng 1 năm 1991 sau thất bại trước đội bóng của Isthmian League là Working tại Cúp FA. Sau đó ông làm công tác huấn luyện bán chuyên tại Bury, nhưng huấn luyện viên Mike Walsh không đủ khả năng để giữ ông trên băng ghế huấn luyện cho mùa 1989–90.
Sau đó Allardyce đảm nhân vai trò cầu thủ kiêm huấn luyện viên của Limerick, dẫn dắt đội bóng thăng hạng lên Giải vô địch quốc gia Ireland sau khi giành chiến thắng tại giải Hạng nhất. Họ đã đạt thành tích thăng hạng bất chấp những áp lực tài chính lớn, khi Allardyce vừa huấn luyện vừa chơi cho đội một.

### Blackpool
Vào tháng 7 năm 1994, kình địch của Preston North End trong Derby Tây Lancashire derby là Blackpool bổ nhiệm Allardyce làm huấn luyện viên mới sau sự ra đi của Billy Ayre, đồng ý mức lương 18.000 bảng Anh một năm. Ông ký hợp đồng với hậu vệ Darren Bradshaw, tiền vệ Micky Mellon và chi ra số tiền kỷ lục 245,000£ của câu lạc bộ cho Andy Morrison, người Allardyce miêu tả là một trung vệ "kinh khủng trên mặt bạn" và "một máy quét toàn diện". Ông cũng thay đổi đội ngũ huấn luyện khi thuê Bobby Saxton làm trợ lý của mình, thăng chức cho cầu thủ Phil Brown lên vai trò huấn luyện, đồng thời bổ nhiệm Mark Taylor làm nhân viên y tế, người sẽ theo chân Allardyce đến Blackburn và Newcastle sau này. Blackpool kết thúc mùa 1994-95 với vị trí thứ 12 sau khi bị loại khỏi cuộc đua thăng hạng với chỉ một chiến thắng trong 11 trận cuối cùng.
Ông chi 200,000£ cho tiền đạo Andy Preece, đồng thời mang về hậu vệ trẻ Jason Lydiate và thủ môn Steve Banks cho mùa 1995–96. Blackpool kết thúc ở vị trí thứ ba, bỏ lỡ cơ hội tự quyết thăng hạng trong ngày cuối cùng của mùa giải, và bị đánh bại trong trận bán kết play-off bởi Bradford City. Họ giành chiến thắng 2-0 trên sân khách tại Valley Parade, nhưng để thua 3-0 trong trận lượt về tại Bloomfield Road. Chủ tịch Owen Oyston trong khi vẫn đang ở tù đã sa thải Allardyce sau thất bại trong trận play-off.

### Notts County
Vào tháng 1 năm 1997, Allardyce trở lại bóng đá và làm huấn luyện viên của đội bóng hạng trung ở giải Hạng hai là Notts County. Ông đến quá muộn để giúp đội thoát khỏi xuống hạng trong mùa 1996-97, và trong cuốn tự truyện của mình đã miêu tả cách các cầu thủ "không đáp ứng" được phương pháp huấn luyện của ông khi họ trải qua 18 trận không thắng và áp lực đè nặng lên Allardyce. Tuy nhiên ông vẫn được tại vị và dẫn dắt câu lạc bộ thăng hạng với tư cách vô địch giải Hạng ba vào cuối mùa 1997–98, được xây dựng bởi bộ ba hậu vệ và mười chiến thắng liên tiếp trong giai đoạn giữa mùa giải. County phá vỡ một vài kỷ lục của đội bóng và quốc gia khi giành chức vô địch với 19 điểm nhiều hơn đội xếp sau và trở thành đội bóng đầu tiên giành quyền thăng hạng ngay trong tháng 3.

### Bolton Wanderers
Allardyce được bổ nhiệm làm huấn luyện viên của Bolton Wanderers sau sự ra đi của Colin Todd, người đã từ chức để phản đối việc bán Per Frandsen khi câu lạc bộ cố gắng để gây quỹ cho Sân vận động Reebok mới. Ông thừa hưởng một đội hình tài năng, bao gồm Eiður Guðjohnsen, Jussi Jääskeläinen, Mark Fish, Claus Jensen, Dean Holdsworth, Bo Hansen, Michael Johansen và Ricardo Gardner. Tuy nhiên ông bị ép phải bán Andy Todd, con trai của Colin Todd, sau khi anh này đập vỡ quai hàm của trợ lý huấn luyện viên Phil Brown trong phòng thay đồ.. Mặc dù đang ở nửa sau bảng xếp hạng khi ông lên nắm quyền, Bolton đã tiến tới trận playoff giải Hạng nhất mùa 1999–2000 trước khi để thua Ipswich Town, đồng thời có chuỗi trận thành công tới bán kết Cúp Liên đoàn và Cúp FA, chỉ để thua trong trận Chung kết Cúp FA 2000 sau thất bại trên chấm luân lưu trước Aston Villa. Ông đổ lỗi cho trọng tài Barry Knight vì thất bại trong trận playoff, người ông cáo buộc đã chống lại Bolton. Ông đã được câu lạc bộ tưởng thưởng một bản hợp đồng mười năm, dù các điều khoản hợp đồng chỉ bồi thường cho ông một năm nếu ông bị sa thải.

### Newcastle United
Allardyce đã được đề nghị đến làm việc tại Manchester City, nhưng đề nghị này đã bị rút lại sau khi đề nghị mua lại câu lạc bộ của tỷ phú người Thái Thaksin Shinawatra thành công. Ngày 15 tháng 5 năm 2007, Newcastle United công bố Allardyce đã ký một bản hợp đồng ba năm để kế nhiệm Glenn Roeder làm huấn luyện viên đội bóng.. Trớ trêu thay Newcastle sau đó cũng có sự thay đổi về chủ sở hữu, khi Mike Ashley lên nắm quyền tiếp quản câu lạc bộ. Mức giá của Scott Parker và Kieron Dyer nâng lên 13 triệu £, cho phép Allardyce ký hợp đồng với tiền đạo quốc tế người Úc Mark Viduka (giá miễn phí), Alan Smith (6 triệu £), tiền vệ Geremi Njitap, tiền vệ gây tranh cãi Joey Barton (5.5 triệu £), hậu vệ trái José Enrique (6.3 triệu £), hậu vệ phải Habib Beye (2 triệu £) và hậu vệ Abdoulaye Faye. Newcastle có khởi đầu tốt vào mùa giải mới khi đánh bại đội bóng cũ của Allardyce Bolton 3-0 trong ngày mở màn trong chuỗi năm trận thắng và hai trận hòa sau chín trận đầu mùa.

### Blackburn Rovers
Ngày 17 tháng 12 năm 2008, Allardyce được bổ nhiệm làm huấn luyện viên Blackburn Rovers với bản hợp đồng ba năm, kế nhiệm Paul Ince rời câu lạc bộ với vị trí thứ 19 và chỉ một chiến thắng sau 17 trận. Trận đầu tiên của Allardyce trên băng ghế chỉ đạo là chiến thắng 3-0 trước Stoke City tại Ewood Park ba ngày sau. Đây là trận đầu tiên trong chuỗi chín trận bất bại. Ông củng cố đội hình bằng việc chi 2 triệu £ cho cầu thủ chạy cánh của Sunderland El Hadji Diouf và mang về hậu vệ Gaël Givet dưới dạng cho mượn từ Marseille. Allardyce kết thúc mùa đầu tiên trên băng ghế huấn luyện với trận hòa 0-0 trước West Bromwich Albion và đạt vị trí thứ 15 trên bảng xếp hạng chung cuộc.

### West Ham United

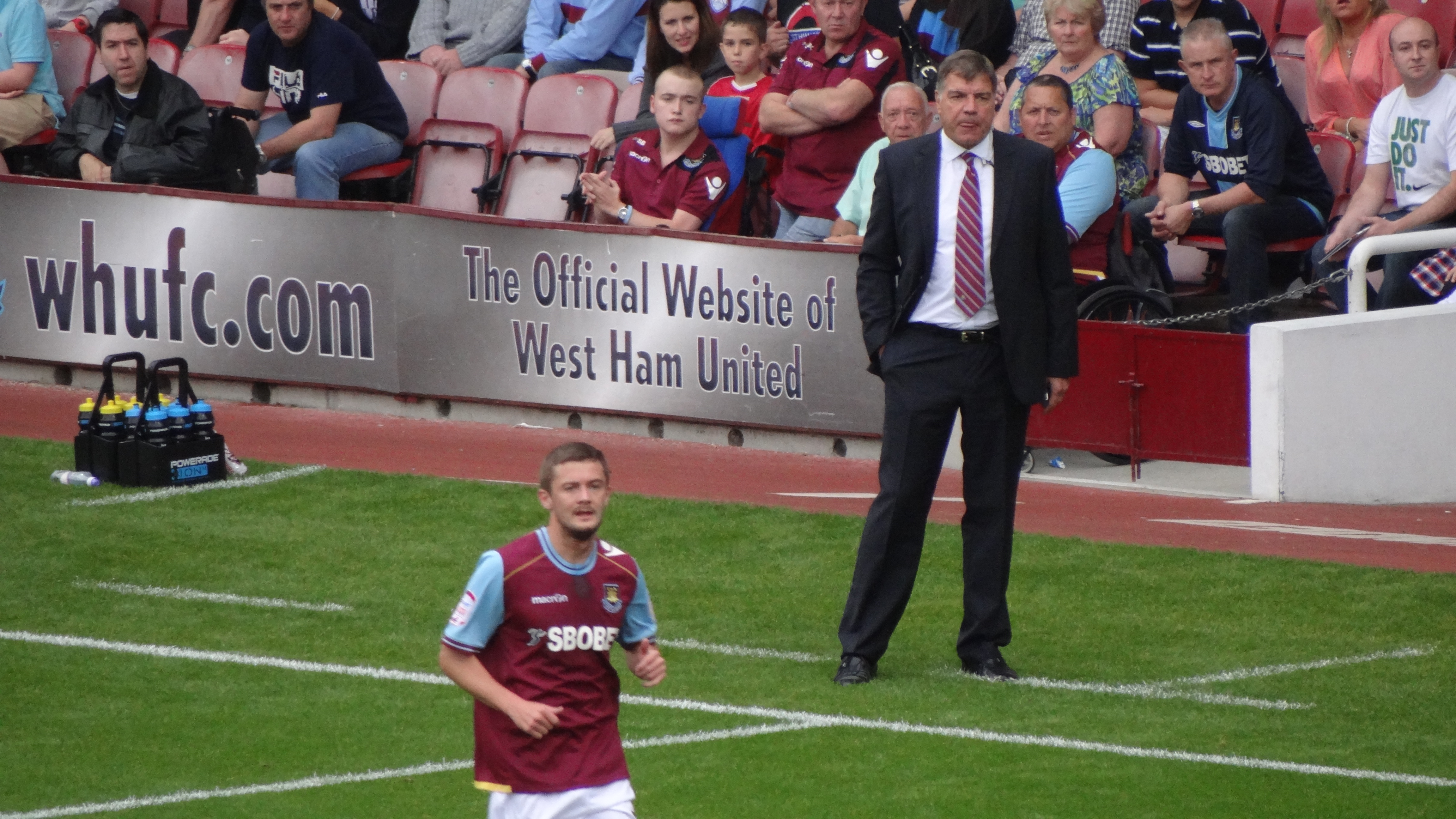
Allardyce (phải) làm huấn luyện viên của West Ham United năm 2011.

Allardyce được bổ nhiệm làm huấn luyện viên trưởng của câu lạc bộ vừa xuống hạng là West Ham United vào ngày 1 tháng 6 năm 2011 và ký một bản hợp đồng hai năm. Ông tuyên bố sẽ chơi "thứ bóng đá hấp dẫn" để giúp West Ham trở lại giải Ngoại hạng Anh theo "truyền thống của câu lạc bộ" và bác bỏ tuyên bố rằng ông từng chơi thứ bóng dài ngu ngốc tại đội bóng trước đó. Ông bổ sung nhân sự cho đội bóng gồm Abdoulaye Faye, Kevin Nolan, Joey O'Brien và Matt Taylor. Faye, Nolan và O'Brien đều từng chơi dưới Allardyce khi ông còn dẫn dắt Bolton Wanderers trong khi Taylor là một cựu cầu thủ Bolton sau khi Allardyce rời đội bóng này. Ông có tiền đạo tân binh thứ năm cho West Ham là John Carew dưới dạng chuyển nhượng tự do, kế tiếp là hậu vệ George McCartney từ Sunderland với bản hợp đồng cho mượn dài hạn, tiền đạo Sam Baldock từ Milton Keynes Dons và tiền vệ Papa Bouba Diop theo dạng chuyển nhượng tự do. Ông kết thúc kì chuyển nhượng mùa hè vào ngày chót bằng việc mang về hai tiền vệ David Bentley từ Tottenham Hotspur và Henri Lansbury từ Arsenal đều dưới dạng cho mượn dài hạn, cũng như cầu thủ dự phòng Guy Demel từ Hamburger với mức phí không được tiết lộ. Nicky Maynard, Ricardo Vaz Tê và Ravel Morrison tiếp tục cập bên đội bóng trong kì chuyển nhượng mùa đông 2011. Trong suốt mùa bóng 2011-12 có tổng cộng 25 cầu thủ rời câu lạc bộ trong khi 19 tân binh gia nhập đội bóng.

### Sunderland

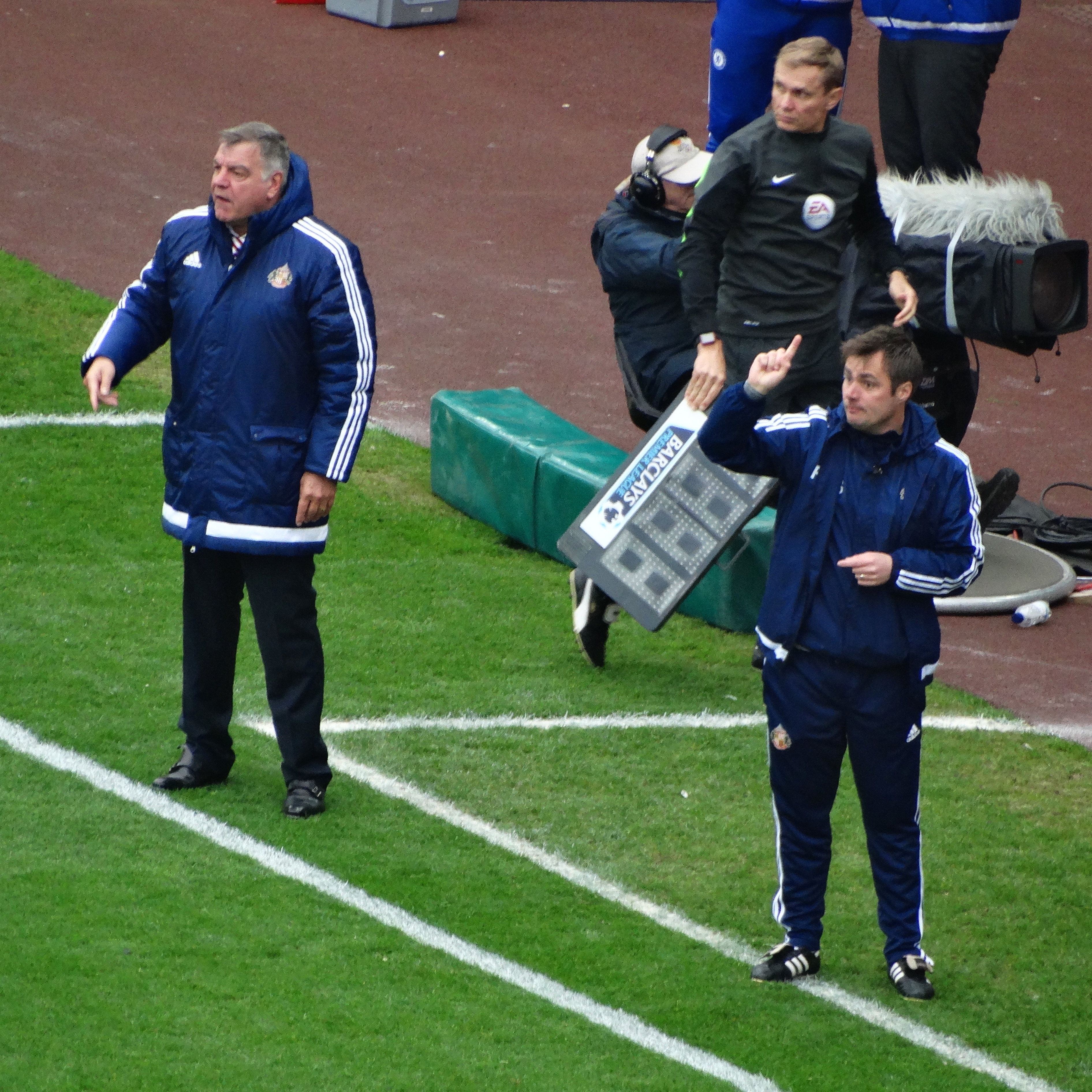
Allardyce (trái) huấn luyện Sunderland vào tháng 5 năm 2016.

Ngày 9 tháng 10 năm 2015, Allardyce trở thành huấn luyện viên mới của Sunderland thay thế Dick Advocaat. Khi Allardyce được bổ nhiệm, Sunderland đang đứng ở vị trí thứ 19 trên bảng xếp hạng với vỏn vẹn ba điểm sau tám trận đầu tiên của mùa bóng. Sau khi ký bản hợp đồng hai năm, ông trở thành huấn luyện viên đầu tiên từng dẫn dắt cả Newcastle United và Sunderland. Vào ngày 25 tháng 10, trong trận thứ hai trên cương vị huấn luyện, ông đã giúp Sunderland thắng đậm 3-0 trước kình địch và đội bóng cũ Newcastle United. Tuy nhiên sau 5 trân thua liên tiếp trong tháng 12, Sunderland rơi xuống nửa sau của bảng xếp hạng và nằm trong khu vực xuống hạng với chỉ 12 điểm sau 19 trận đã đấu.

### Đội tuyển Anh
Ngày 22 tháng 7 năm 2016, Allardyce ký một bản hợp đồng 2 năm để trở thành huấn luyện viên trưởng của đội tuyển Anh. Ông thắng trận đầu tiên trên cương vị huấn luyện vào ngày 4 tháng 9, khi bàn thắng phút bù giờ của Adam Lallana là đủ để đánh bại Slovakia trong trận mở màn vòng loại Giải vô địch bóng đá thế giới 2018. Ngay sau những cáo buộc nhận hối lộ, Allardyce đã từ chức theo thỏa thuận chung vào ngày 27 tháng 9, sau khi dẫn dắt tuyển Anh chỉ trong 67 ngày và một trận thắng.

### Crystal Palace
Cuối tháng 12 năm 2016, Allardyce ký hợp đồng có thời hạn 2 năm rưỡi với Crystal Palace, sau khi đội bóng này sa thải Alan Pardew. Ông đã giúp đội bóng đánh bại lần lượt Chelsea (2-1),, Arsenal (3-0) và Liverpool (2-1) trước khi đánh bại Hull City với tỷ số 4-0 để trụ hạng Premier League. Sau mùa giải 2016-17, Allardyce tuyên bố nghỉ hưu.

### Everton
Sau khi sa thải Ronald Koeman, ngày 30 tháng 11 năm 2017 Everton bổ nhiệm Allardyce làm huấn luyện viên trưởng. Ông đã giúp đội bóng này leo lên nửa trên bảng xếp hạng sau những kết quả bết bát hồi đầu mùa giải.

## Thống kê

### Vai trò cầu thủ

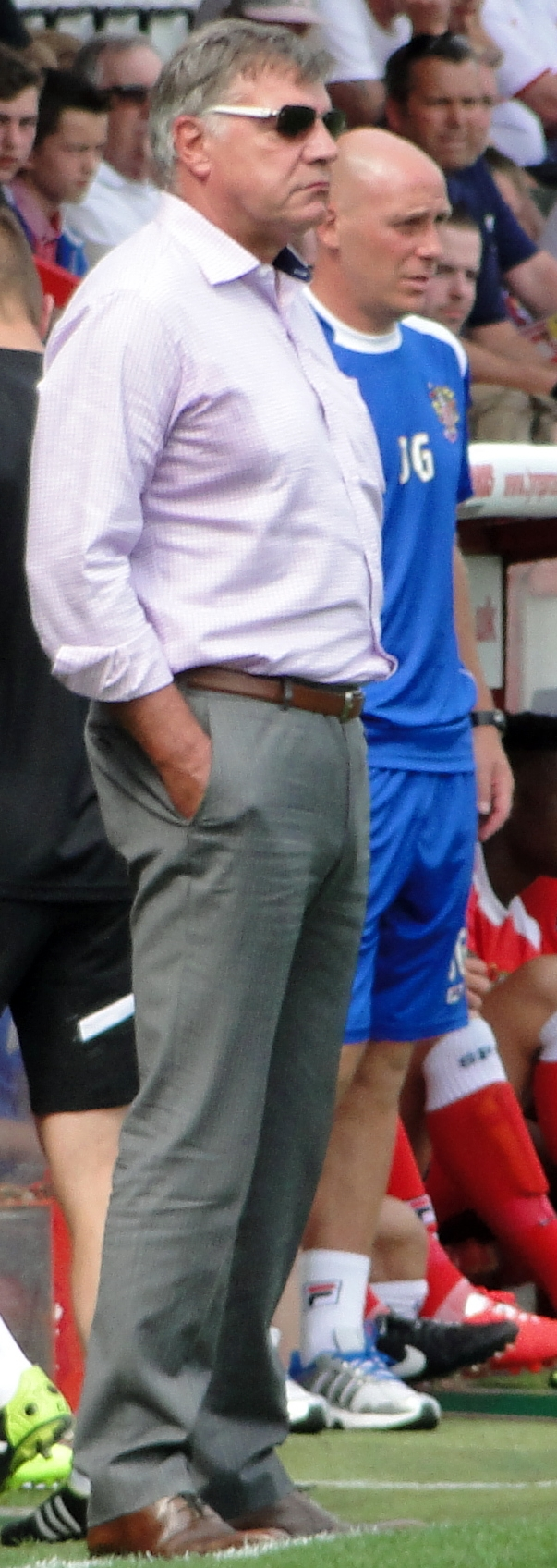
Allardyce làm huấn luyện viên của West Ham United năm 2014.

- Nguồn từ Liên đoàn bóng đá Anh

| Câu lạc bộ           | Mùa giải            | Hạng đấu                       | Giải đấu | Giải đấu | Cúp FA | Cúp FA | Khác[A] | Khác[A] | Tổng cộng | Tổng cộng |
| Câu lạc bộ           | Mùa giải            | Hạng đấu                       | Trận     | Bàn      | Trận   | Bàn    | Trận    | Bàn     | Trận      | Bàn       |
| -------------------- | ------------------- | ------------------------------ | -------- | -------- | ------ | ------ | ------- | ------- | --------- | --------- |
| Bolton Wanderers     | 1973–74             | Hạng hai                       | 7        | 0        | 1      | 0      | 1       | 0       | 9         | 0         |
| Bolton Wanderers     | 1974–75             | Hạng hai                       | 18       | 3        | 0      | 0      | 0       | 0       | 18        | 3         |
| Bolton Wanderers     | 1975–76             | Hạng hai                       | 40       | 5        | 6      | 1      | 1       | 0       | 47        | 6         |
| Bolton Wanderers     | 1976–77             | Hạng hai                       | 41       | 6        | 0      | 0      | 13      | 0       | 54        | 6         |
| Bolton Wanderers     | 1977–78             | Hạng hai                       | 41       | 4        | 4      | 0      | 6       | 1       | 51        | 5         |
| Bolton Wanderers     | 1978–79             | Hạng nhất                      | 20       | 1        | 0      | 0      | 5       | 0       | 25        | 1         |
| Bolton Wanderers     | 1979–80             | Hạng nhất                      | 17       | 2        | 4      | 1      | 2       | 2       | 23        | 5         |
| Bolton Wanderers     | Tổng cộng           | Tổng cộng                      | 184      | 21       | 15     | 2      | 28      | 3       | 227       | 26        |
| Sunderland           | 1980–81             | Hạng nhất                      | 25       | 2        | 0      | 0      | 2       | 0       | 27        | 2         |
| Millwall             | 1981–82             | Hạng ba                        | 36       | 1        | 4      | 2      | 1       | 0       | 41        | 3         |
| Millwall             | 1982–83             | Hạng ba                        | 27       | 1        | 1      | 0      | 8       | 0       | 36        | 1         |
| Millwall             | Tỏng cộng           | Tỏng cộng                      | 63       | 2        | 5      | 2      | 9       | 0       | 77        | 4         |
| Tampa Bay Rowdies    | 1983                | North American Soccer League   | 11       | 1        | 0      | 0      | 0       | 0       | 11        | 1         |
| Coventry City        | 1983–84             | Hạng nhất                      | 28       | 1        | 1      | 0      | 3       | 0       | 32        | 1         |
| Huddersfield Town    | 1984–85             | Hạng hai                       | 37       | 0        | 3      | 0      | 2       | 0       | 42        | 0         |
| Bolton Wanderers     | 1985–86             | Hạng ba                        | 14       | 0        | 0      | 0      | 3       | 0       | 17        | 0         |
| Preston North End    | 1986–87             | Fourth Division                | 37       | 2        | 5      | 0      | 7       | 1       | 49        | 3         |
| Preston North End    | 1987–88             | Hạng ba                        | 39       | 0        | 2      | 0      | 5       | 1       | 46        | 1         |
| Preston North End    | 1988–89             | Hạng ba                        | 14       | 0        | 2      | 0      | 5       | 0       | 21        | 0         |
| Preston North End    | Tổng cộng           | Tổng cộng                      | 90       | 2        | 9      | 0      | 17      | 2       | 116       | 4         |
| West Bromwich Albion | 1989–90             | Hạng hai                       | 1        | 0        | 0      | 0      | 0       | 0       | 1         | 0         |
| West Bromwich Albion | 1990–91             | Hạng hai                       | 0        | 0        | 0      | 0      | 0       | 0       | 0         | 0         |
| West Bromwich Albion | Tổng cộng           | Tổng cộng                      | 1        | 0        | 0      | 0      | 0       | 0       | 1         | 0         |
| Limerick             | 1991–92             | Giải hạng nhất vô địch Ireland | 23       | 3        | 0      | 0      | 0       | 0       | 23        | 3         |
| Preston North End    | 1992–93             | Hạng hai                       | 3        | 0        | 2      | 0      | 0       | 0       | 5         | 0         |
| Tổng cộng sự nghiệp  | Tổng cộng sự nghiệp | Tổng cộng sự nghiệp            | 479      | 32       | 35     | 5      | 64      | 5       | 578       | 42        |

A. ^  Cột "Khác" nhằm chỉ số lần ra sân và số bàn thắng tại Cúp Liên đoàn, Football League Trophy, và Full Members Cup.

### Vai trò huấn luyện viên
Tính đến 27 tháng 9 năm 2016
| Đội bóng                       | Từ                   | Đến                  | Kỷ lục  | Kỷ lục | Kỷ lục | Kỷ lục | Kỷ lục      | Chú thích     |
| Đội bóng                       | Từ                   | Đến                  | Số trận | Thắng  | Hòa    | Thua   | Tỉ lệ thắng | Chú thích     |
| ------------------------------ | -------------------- | -------------------- | ------- | ------ | ------ | ------ | ----------- | ------------- |
| Preston North End (trợ lý HLV) | 30 tháng 9 năm 1992  | 30 tháng 11 năm 1992 | 12      | 3      | 4      | 5      | 025,0       | [ 91 ] [ 92 ] |
| Blackpool                      | 19 tháng 7 năm 1994  | 29 tháng 5 năm 1996  | 102     | 44     | 23     | 35     | 043,1       | [ 93 ]        |
| Notts County                   | 16 tháng 1 năm 1997  | 14 tháng 10 năm 1999 | 145     | 56     | 39     | 50     | 038,6       | [ 93 ]        |
| Bolton Wanderers               | 19 tháng 10 năm 1999 | 29 tháng 4 năm 2007  | 371     | 153    | 104    | 114    | 041,2       | [ 93 ]        |
| Newcastle United               | 15 tháng 5 năm 2007  | 9 tháng 1 năm 2008   | 24      | 8      | 6      | 10     | 033,3       | [ 93 ]        |
| Blackburn Rovers               | 17 tháng 12 năm 2008 | 13 tháng 12 năm 2010 | 90      | 32     | 24     | 34     | 035,6       | [ 93 ]        |
| West Ham United                | 1 tháng 6 năm 2011   | 24 tháng 5 năm 2015  | 181     | 68     | 46     | 67     | 037,6       | [ 93 ] [ 94 ] |
| Sunderland                     | 9 tháng 10 năm 2015  | 22 tháng 7,2016      | 31      | 9      | 9      | 13     | 029,0       | [ 93 ]        |
| Anh                            | 22 tháng 7 năm 2016  | 27 tháng 9 năm 2016  | 1       | 1      | 0      | 0      | 100,0       | [ 93 ]        |
| Crystal Palace                 | 23 tháng 12 năm 2016 | 23 tháng 5 năm 2017  | 24      | 9      | 3      | 12     | 037,5       | [ 93 ]        |
| Tỏng cộng                      | Tỏng cộng            | Tỏng cộng            | 957     | 374    | 255    | 328    | 039,1       | —             |

## Danh hiệu

### Cầu thủ
Bolton Wanderers
- Football League Second Division: 1977–78[95]

Preston North End
- Football League Fourth Division thăng hạng: 1986–87[27]

### Huấn luyện viên
Limerick
- League of Ireland First Division: 1991–92[96]

Notts County
- Football League Third Division: 1997–98[97]

Bolton Wanderers
- Football League First Division play-offs: 2001[97]
- Football League Cup á quân: 2003–04[98]

West Ham United
- Football League Championship play-offs: 2012[99]